# Елгабаш
Елгабаш (тат. Елгабаш) — село в Муслюмовском районе Татарстана, в составе Семяковского сельского поселения.

## География
Расположено в бассейне реки Мушуга, в 24 км к северо-востоку от села Муслюмово.

## История
Село было основано в начале XVII века. Первоначальное название – Салыдурун. До 1938 года носило название Сасыбурун.
В XVIII—XIX веках жители относились к сословию башкир-вотчинников. Их основные занятия в этот период — земледелие и скотоводство, были распространены пчеловодство, плотницкий, кузнечный, колесный промыслы.
По сведениям 1870 года, в селе действовали мечеть, мектеб, водяная мельница, начала XX века — мечеть, медресе, мектеб. В этот период земельный надел сельской общины составлял 2410 десятин. 
По сведениям переписи 1897 года, в деревне Сасыбрун Мензелинского уезда Уфимской губернии жили 952 человека (492 мужчины и 460 женщин), из них 948 мусульман.
До 1920 года село входило в состав Поисевской волости Мензелинского уезда Уфимской губернии. С 1920 года находилось в составе Мензелинского кантона Татарской АССР. С 10 августа 1930 года село входило в состав Муслюмовского района, с 1 февраля 1963 года — в состав Сармановского района. 12 января 1965 года вновь вошло в состав Муслюмовского района.
В 1930 году в селе появился колхоз «Магариф», объединённый в 1959 году с колхозом «Венера» из села Семяково. В 1961 году колхоз «Магариф» вошёл в состав колхоза «Алга». В 1994 году колхоз был преобразован в коллективное предприятие «Магариф», позднее – в общество с ограниченной ответственностью «Агрофирма «Урожай». В 2018 году компания была переименована в ООО «Август-Муслюм».

## Население
| 1816 | 1870 | 1884 | 1897 | 1920 | 1926 | 1949 | 1958 | 1970 | 1979 | 1989 | 2002 | 2010 | 2017 |
| ---- | ---- | ---- | ---- | ---- | ---- | ---- | ---- | ---- | ---- | ---- | ---- | ---- | ---- |
| 106  | 614  | 849  | 952  | 1191 | 759  | 526  | 481  | 453  | 373  | 268  | 206  | 190  | 170  |

Национальный состав
Согласно результатам переписи 2002 года, в национальной структуре населения села татары составляли 96% из 206 человек.

## Экономика
Жители занимаются молочным скотоводством.

## Инфраструктура
В селе действуют начальная школа (с 1917 г.), клуб, библиотека, фельдшерско-акушерский пункт, ветеринарный пункт.

## Религия
Мечеть «Абубакир» (с 2003 г.).